# 조상구
조상구(한국 한자: 趙相九, 1954년 12월 18일 ~ )는 대한민국의 배우 겸 번역가이다.

## 생애
1954년 12월 18일에 고창의 한 국수공장 사장의 아들로 태어나서, 어릴 때부터 영화광인 아버지의 손에 이끌려 고창 일대의 극장들을 순회하면서 영화에 심취했다. 만화가 이현세와는 죽마고우로 초등학교 4학년 때 짝으로 인연을 맺은 뒤, 1973년 고창 졸업때까지 학창시절을 함께 한 죽마고우다.
그는 대학 2학년 시절 아버지를 여윈 충격에 1학기를 마치고 곧바로 해병대에 지원하여 해병대 283기로 사병 복무하였으며, 1978년 군 제대 후 연극배우 첫 데뷔하였고, 이듬해 1979년 영화 《병태와 영자》의 단역으로 정식데뷔하였다. 본명은 최재현이지만, 1986년 영화 《공포의 외인구단》이라는 작품에서 조상구 역할을 맡아 많은 인기를 얻게되어 그 이후 예명으로 활동하였다. 대표작으로 드라마 《야인시대》, 《연개소문》, 《공포의 외인구단》, 《연개소문》, 《징비록》, 《장영실》 등이 있다.
만화가 이현세와는 죽마고우이며, 그의 만화에 등장하는 80년대 청소년들의 우상 오혜성(까치)이라는 캐릭터의 실제 모델이기도 하다.

## 학력
- 동국대학교 (영어영문학 73 / 중퇴)

## 출연작

### 연극
- 1978년 《햄릿》 오즈리크 역(단역)

### 영화
- 2021년 《차인표》 - 등산객 역
- 2016년 《애비》
- 2014년 《울언니》
- 2008년 《날나리 종부전》
- 2007년 《삼청교육대》
- 2006년 《굿럭》
- 2006년 《홀리데이》 특별출연
- 2003년 《두목》
- 2003년 《주글래 살래》
- 2002년 《우렁각시》
- 1997년 《로켓트는 발사됐다》
- 1994년 《검은 휘파람 2》
- 1992년 《비처럼 음악처럼》
- 1992년 《모두가 죽이고 싶던 여자》
- 1991년 《하얀 비요일》
- 1991년 《이태원 밤하늘엔 미국 달이 뜨는가》
- 1990년 《검은 도시》
- 1989년 《회색도시 2》
- 1987년 《지옥의 링》
- 1986년 《이장호의 외인구단》
- 1986년 《몸 전체로 사랑을》

### 텔레비전 드라마
- 1983년 KBS 《빛과 사슬》 - 감방 죄수 역
- 1983년 KBS 《전우》 - 인민군 사병ㆍ장교 역(1인 2역)
- 1994년 KBS 《폴리스》 - 하국상 역
- 1996년 KBS 《컬러》
- 1996년 MBC 《미망》 - 형사 역
- 1996년 KBS 《대추나무 사랑걸렸네》 - 최씨 역
- 2003년 SBS 《야인시대》 - 시라소니 이성순 역
- 2006년 MBC 《오버더레인보우》
- 2007년 SBS 《연개소문》 - 죽리 역
- 2008년 SBS 《식객》 - 정형사(식육처리기능사) 강편수 무사 역
- 2008년 SBS 《타짜》 - 짝귀 역
- 2009년 SBS 《태양을 삼켜라》 - 조치국 역
- 2010년 MBC 《김수로》 - 야철장 단야장 역
- 2011년 SBS 《마이더스》 - 고동춘 역
- 2011년 KBS 《포세이돈》 - 박칠성 역
- 2012년 MBC 《무신》 - 푸타우 역
- 2014년 MBC 《트라이앵글》 - 한명재 역
- 2015년 KBS 《징비록》 - 마에다 도시이에 역
- 2016년 KBS 《장영실》 - 변대치 역

### 텔레비전 프로그램
- 2003년 KBS2 《TV는 사랑을 싣고》

### 라디오 프로그램
- 2016년 EBS FM 《EBS 책 읽는 라디오 낭독 시리즈》

## 번역작

### 외화 번역
- 레옹
- 타이타닉
- 맨 인 블랙
- 피아니스트
- LA 컨피덴셜
- 히트